# Anesthésie
 (février 2025).
Si vous disposez d'ouvrages ou d'articles de référence ou si vous connaissez des sites web de qualité traitant du thème abordé ici, merci de compléter l'article en donnant les références utiles à sa vérifiabilité et en les liant à la section « Notes et références ».

L’anesthésie (du grec ancien ἀναισθησία / anaisthēsía, « insensibilité », du préfixe privatif ἀν– / -an et de αἴσθησις / aísthēsis, « faculté de percevoir par les sens ») est la suppression des sensations (et en particulier la sensation de douleur). Elle vise à permettre une procédure médicale qui autrement serait trop douloureuse. L'anesthésie peut viser un membre, une région ou l'organisme entier (anesthésie générale). L'anesthésie loco-régionale est aussi pratiquée dans les cas de douleurs chroniques.
Le domaine de la médecine qui étudie et pratique l'anesthésie est l'anesthésiologie. Cette spécialité médicale est récente, et elle a révolutionné la médecine en permettant une chirurgie de qualité. L'utilisation de techniques d'anesthésie modernes est un des piliers de la récupération rapide après chirurgie qui réduit les complications et permet au patient de retrouver plus rapidement ses moyens et son autonomie.

## Mécanismes
Le terme général anesthésie englobe trois effets majeurs : immobilité, amnésie et inconscience, ou, en d'autres termes, la perte de mobilité, de mémoire et de conscience. Sans oublier l'effet analgesiant, obligatoire pour les différents gestes sous anesthésie.
L'effet des anesthésiants sur la conscience pose des difficultés particulières : comment des molécules aussi variées que l'ensemble des anesthésiants connus peuvent-elles affecter la conscience, malgré des structures aussi disparates et des sites d'action (présumés) également disparates ? En outre, les neurosciences sont divisées sur le ou les sites de la conscience, si du moins il existe de tels sites localisés. En effet, l'hypothèse de Francis Crick et Christof Koch postule un certain nombre de sites corrélant avec la conscience ; Koch, après la mort de Crick, a formulé l'hypothèse que chaque expérience significative était associée à un groupe de neurones. L'hypothèse de Susan Greenfield, par contre, est que la conscience a lieu dans de vastes ensembles de neurones excités en synchronie dans tout le cortex. En résumé, l'hypothèse de Koch sur la conscience est centrée sur les neurones et celle de Greenfield sur les signaux (transmis par les neurones).
Dans l'état actuel de la recherche, l'anesthésiologie n'est pas à même de trancher. Le modèle de Greenfield, note-t-elle, inscrit dans un continuum de « paysages chimiques » plus ou moins vastes les états de conscience, au bout duquel se trouvent, aux frontières de la conscience, lorsque l'étendue des assemblages neuronaux se restreint, l'hyperexcitabilité du consommateur d'ecstasy et le délire schizophrène, qui sont, justement, observés juste avant l'anesthésie.
Au début du XIXe siècle, le botaniste Charles Ernest Overton et le pharmacologue Hans Horst Meyer ont constaté que la puissance des anesthésiants corrélait avec leur solubilité dans l'huile d'olive. La loi de Meyer-Overton a permis de formuler des hypothèses unificatrices invoquant la capacité des anesthésiants à affecter les membranes neuronales, un processus global, ce qui aurait pu expliquer que des molécules de structures variées affectent, selon leur affinité pour les corps gras, un même paramètre. Cependant, des données expérimentales allaient réfuter ces hypothèses en montrant que l'élévation de la température du corps, malgré des effets comparables sur les membranes, causait des effets inverses de ce que la théorie prédisait. La corrélation de Meyer-Overton allait être mise de côté entre 1990 et 2010.
Néanmoins, la corrélation de Meyer-Overton a mené plus récemment à l'observation que les protéines, et non pas seulement les membranes, comportaient des sites hydrophobes (ou lipophiles) dans lesquels les anesthésiants pouvaient se loger. Ces sites, à distinguer des sites d'action des neurotransmetteurs, sont des cavités à l'intérieur des protéines, dans lesquelles une variété d'anesthésiants peuvent se loger et contrôler la forme et le fonctionnement de la protéine, sans agir sur le site actif (de façon allostérique).

## Typologie

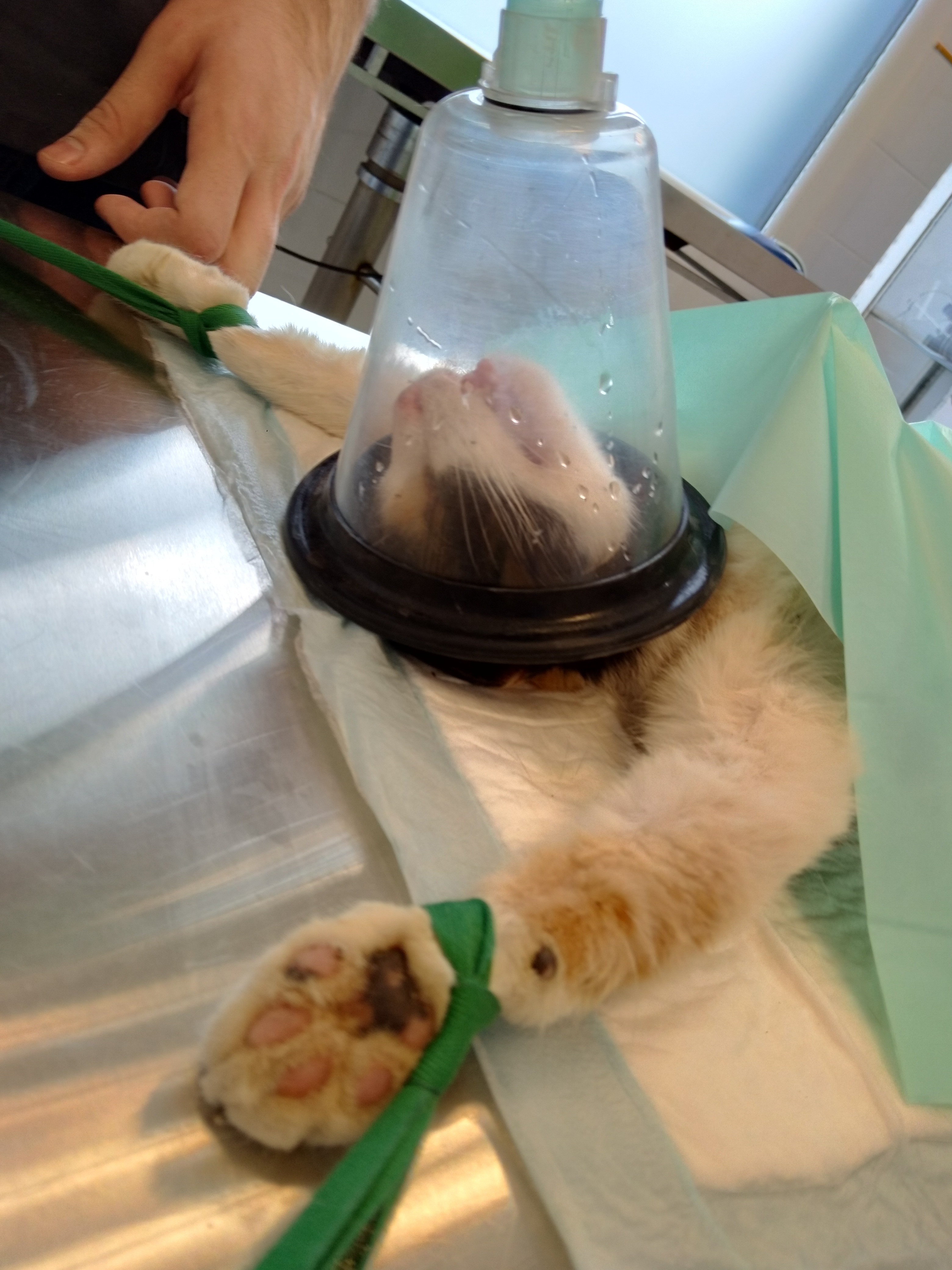
Un chat sous anesthésie générale pendant une chirurgie de stérilisation. Le masque diffuse de l'isoflurane.

### Anesthésie générale
L'anesthésie générale est un acte médical dont l'objectif principal est la suspension temporaire et réversible de la conscience et de la sensibilité douloureuse, obtenue à l'aide de médicaments administrés par voie intraveineuse ou inhalatoire.
À cet objectif essentiel, permettant la réalisation sans mémorisation et sans douleur des interventions chirurgicales et de certains examens invasifs, s'associe la nécessité d'une surveillance continue et souvent d'un contrôle artificiel (mécanique et/ou pharmacologique) des fonctions vitales : respiration (fréquence respiratoire, volume courant, oxymétrie), hémodynamique (rythme cardiaque, pression artérielle), tonus musculaire. En raison des spécificités de l'approche technique, physiopathologique et pharmacologique du patient anesthésié et de l'impératif de sécurité qui entoure cet acte, la pratique de l'anesthésie générale n'est possible, en France, que sous le contrôle de professionnels spécialisés en anesthésie (médecin-anesthésiste-réanimateur et infirmier anesthésiste diplômé d'état).
L'anesthésie générale fait appel à trois grandes familles de médicaments qui peuvent être associés :
- les hypnotiques : ce sont les médicaments qui entraînent le sommeil. Ils peuvent être administrés par voie intraveineuse (thiopental, propofol, étomidate, kétamine) ou inhalée (halothane, sévoflurane, desflurane, protoxyde d'azote (N2O)) ;
- les analgésiques : ils diminuent les réactions douloureuses à l'acte chirurgical. Ce sont des dérivés de synthèse de la morphine, plus puissant et avec moins d'effets secondaires : sufentanil[6] 1000 fois plus puissant que la morphine par exemple, ou remifentanil[7] qui a une action très courte. Certains hypnotiques cités ci-dessus ont aussi un certain effet analgésique : kétamine, N2O . Les dérivés morphiniques peuvent avoir des effets secondaires et augmenter les besoins en morphine en post-opératoire. Et comme pendant l'anesthésie générale, il n'y a pas de perception réelle de la sensation douloureuse, des alternatives anesthésiques sans morphiniques sont développées sous le nom d'OFA (Opioid Free Anesthesia[8]). On utilise alors d'autres médicaments avec des effets analgésiques ou anti-hyperalgésiques (Kétamine, Lidocaïne) ; ce sujet est soumis à controverse.
- les curares : ils créent un relâchement musculaire en bloquant la contraction des muscles striés. Leur utilisation est optionnelle, soit pour faciliter la chirurgie, soit pour faciliter l'intubation trachéale par l'anesthésiste ou la ventilation artificielle mécanique. L'utilisation de ces médicaments paralyse la ventilation spontanée (la "respiration") du patient et suppose une suppléance de cette ventilation par l'équipe médicale : accès aux voies aériennes (trachée) et ventilation artificielle avec un ballon ou une machine (ventilateur / respirateur). Parmi ces médicaments, on peut citer : suxaméthonium, cisatracurium, rocuronium.
- D'autres médicaments sont utilisés au cours de l'anesthésie générale : prévention des nausées et vomissements post opératoire, antalgiques et corticoïdes pour diminuer la douleur post opératoire, médicaments permettant de diminuer les besoins en analgésiques ou hypnotiques (Kétamine, Lidocaïne, Sulfate de Mg).

### Anesthésie loco-régionale
L'Anesthésie loco-régionale a l'avantage de ne pas entraîner de perte de conscience. La respiration et les réflexes de protection des voies aériennes sont maintenus. Lorsque la chirurgie le permet, les anesthésies d'un membre diminuent les complications reliées à l'anesthésie (le patient est plus vite sur pied) : c'est donc une technique de choix pour la chirurgie ambulatoire. On l'accompagne le plus souvent d'une sédation à l'aide d'une benzodiazépine ou d'un hypnotique à faible dose. Néanmoins, le risque vital global n'est pas différent entre une anesthésie générale et une anesthésie rachidienne (épidurale ou rachianesthésie) sauf pour les césariennes où l'avantage va à l'anesthésie rachidienne (d'où son utilisation dans plus de 95 % des cas).

#### Anesthésie locale
L'anesthésie locale se limite à la région visée et est généralement réalisée par injection d'anesthésiques locaux dans les tissus à anesthésier ou parfois par l'application d'une gelée ou crème contenant ceux-ci. C'est en général cette technique que pratiquent les dentistes. L'anesthésie locale peut être appliquée par le chirurgien lui-même. Les normes de sécurité doivent être respectées car des complications allergiques ou un malaise vagal peuvent survenir.

#### Anesthésie loco-régionale
Il s'agit de l'anesthésie du territoire desservi par un nerf ou un groupe de nerfs. On l'obtient en injectant un anesthésique local à proximité du nerf. On distingue les anesthésies régionales axiales (rachianesthésies et anesthésies péridurales), qui permettent une anesthésie du bas du corps et les anesthésies régionales périphériques qui permettent d'agir sur un membre ou un segment de membre.
Les anesthésies axiales : le produit anesthésique est déposé soit à proximité de la moëlle, dans le liquide céphalorachidien (rachianesthésie), soit à proximité des racines nerveuses, au niveau des méninges (péridurale et anesthésie caudale). Lorsqu'un cathéter (petit tuyau servant à injecter des médicaments) est laissé en place, on peut prolonger l'effet de l'anesthésie, et moduler sa puissance (afin de faire de l'analgésie, par exemple pour les accouchements). Ces techniques nécessitent donc la réalisation d'une piqûre au niveau du dos. L'anesthésie péridurale peut être réalisée à tous les étages de la colonne vertébrale. Réalisée au niveau des vertèbres dorsales, elle est particulièrement utile pour soulager les douleurs après chirurgie thoracique ou chirurgie abdominale haute.
Les anesthésies tronculaires : on peut n'insensibiliser qu'un bras, ou une jambe par exemple. La localisation précise de l'endroit où le produit anesthésique doit être déposé, est réalisée grâce à un stimulateur nerveux. Celui-ci permet de repérer exactement les divers nerfs à bloquer. On peut aussi glisser un cathéter qui permettra d'injecter des anesthésiques locaux pour entretenir l'effet, et éviter les douleurs après l'opération (analgésie post opératoire). L'échographie prend une place de plus en plus importante dans le repérage des nerfs à bloquer. Ceci permet notamment de visualiser l'endroit où on réalise l'injection d'anesthésique local, de dépister une injection intravasculaire et de diminuer les doses d'anesthésiques locaux utilisées. Les techniques d'ALR sous échographie nécessitant une formation spécifique, l'ALR par neurostimulation reste encore à l'heure actuelle la technique de référence dans de nombreux centres.

## Histoire
Suc de pavot, chanvre indien, mandragore, éponges somnifères ou encore potion opiacée : ces divers élixirs soporifiques, plus ou moins efficaces, ont servi à apaiser la douleur dès le IXe siècle comme l'atteste la Rogérine de Roger de Parme, et jusqu'au milieu du XIXe siècle[réf. nécessaire]. Cette confectio somnifera dérive de l'ancienne potion de Dioscoride. Ils étaient absorbés par ingestion d'une décoction ou par inhalation de la fumée qu'ils dégagent en brûlant[réf. nécessaire]. Théodoric donne la composition détaillée des éponges somnifères. Pour obtenir l'analgésie, une éponge neuve est imbibée d'opium de jusquiame, de ciguë, d'hyoscyamus, de jus de mandragore, de graines de laitue, etc. Elle est ensuite séchée au soleil et conservée dans un endroit sec. Au moment de l'emploi, elle est plongée pendant une heure dans de l'eau chaude, puis appliquée sur les narines. Il s'agit donc d'une anesthésie non par inhalation mais par instillation dans la muqueuse des fosses nasales, susceptible de résorber des quantités incontrôlables et dangereuses de produits toxiques.
En effet, les opérations du corps humain, effectuées par les arracheurs de dents, barbiers et chirurgiens, se déroulent à vif sur le patient, les rendant plus délicates. Pour limiter la douleur, les chirurgiens s'efforcent de travailler rapidement, aidés par des outils chirurgicaux de plus en plus développés au Moyen Âge. Au XVIe siècle, le chirurgien Ambroise Paré préconise un cocktail d'opium et d'alcool à haute dose et recoud les plaies au lieu de les cautériser, par brûlure au fer rouge, comme c'était jusqu'alors le cas.[style à revoir] Pendant la retraite de Russie, Dominique Larrey, le chirurgien de Napoléon constate que le grand froid atténue la douleur des opérés et l'on gardera longtemps le procédé pour amputer des membres gangrenés.
La véritable évolution se déroule le 30 mars 1842 lorsque le médecin américain Crawford Long doit pratiquer une intervention superficielle sur un de ses patients[réf. nécessaire] ; il a alors l'idée de l'endormir en lui faisant respirer de l'éther. Malheureusement, il ne fait pas part à ses confrères de son innovation, qui tombe dans l'oubli.
Puis, en décembre 1844, le dentiste Horace Wells assiste à une séance scientifique récréative, en fait une démonstration d'hypnose de Gardner Quincy Colton (en), chimiste itinérant, où l'on observe les effets hilarants du protoxyde d'azote ; il constate qu'un sujet se meurtrit sans ressentir aucune douleur. Le lendemain, il décide de se faire arracher une dent, anesthésié par du protoxyde d'azote. Persuadé de la réussite de la méthode, il part à l'hôpital de Boston pour en faire la démonstration : par la même technique, il procède à l'extraction d'une dent qui se solde par… un échec (à la suite d'une mauvaise administration du gaz dû vraisemblablement à un défaut matériel), et il subit les lazzi des étudiants, qui croient à une supercherie.
Gardner Quincy Colton (en), lui, va ouvrir à New York une école d'anesthésie dentaire.
Le silence de Long et l'échec de Wells permettront à deux autres médecins de partager, ou plutôt de se disputer la découverte de l'anesthésie par l'éther.
Le chimiste Charles Thomas Jackson fournit au chirurgien de l'hôpital de Boston William Morton les indications indispensables à sa préparation et à son administration. Le 30 septembre 1846, Morton enlève une dent à un patient anesthésié avec de l'éther versé sur un mouchoir. Toutefois, ce n'est que le 16 octobre de cette même année que William Morton réalise sa première démonstration officielle en permettant au chirurgien John Collins Warren d'extraire une tumeur cervicale à un patient anesthésié.
L'éther est utilisé pour la première fois en France, en 1847[réf. nécessaire], alors qu'un des chirurgiens français les plus réputés, Alfred Velpeau, avait déclaré, huit ans plus tôt, que la chirurgie sans douleur était inconcevable.
Après l'éther vient le chloroforme : le physiologiste Pierre Flourens anesthésie des animaux au chloroforme mais c'est James Young Simpson, gynécologue à Édimbourg, qui, après avoir fait un essai sur lui et sur ses assistants, l'utilise régulièrement à partir de 1847. Le chirurgien Gaspard-Léonard Scrive, médecin en chef du corps expéditionnaire français durant la guerre de Crimée, en généralisa l'usage dans le cadre de la médecine de guerre à cette occasion.
Toutefois, l'anesthésie n'est pas seulement l'élimination de la douleur, c'est aussi un moyen d'inhiber la contraction musculaire. En 1844, Claude Bernard découvre que le curare agit sur la jonction neuromusculaire entraînant une paralysie et une baisse du tonus musculaire ; sous l'effet du curare, les muscles ne fonctionnent plus, deviennent mous, les poumons s'immobilisent. En raison de la paralysie respiratoire, le cerveau et les tissus ne sont plus alimentés en oxygène. Le temps s'écoule et les médecins ne tirent profit de cette observation qu'en 1942 : à cette date, un dérivé purifié, l'intocotrine, extrait des plantes à curare rapportées d'Amazonie en 1938 est introduit en anesthésie.
Si les premières tentatives d'anesthésie intraveineuse semblent dater de 1872, c'est l'utilisation de l'hexobarbital qui donne un coup d'envoi à la méthode en 1932. Un autre barbiturique à action rapide, le thiopental, est utilisé pour la première fois en 1934; aujourd'hui, il est encore utilisé pour l'anesthésie intraveineuse. On essaiera ensuite divers barbituriques à action rapide, mais aucun ne détrônera le fameux thiopental. Les nouveaux agents anesthésiques intraveineux se multiplient à partir des années 1950.
L'anesthésie par inhalation est l'autre façon d'endormir les patients : pendant près de 100 ans, le chloroforme et l'éther sont les anesthésiques par inhalation. Toutefois, le risque de syncope mortelle avec le chloroforme se confirme dès 1848, et on l'abandonne au profit de l'éther, qui cède la place au protoxyde d'azote, encore utilisé comme analgésique d'appoint. Puis un composé fluoré, l'halothane, est synthétisé : il allait devenir l'anesthésique par inhalation le plus utilisé au monde dans les années 1980.
Revenons à Claude Bernard qui, en 1860, propose l'anesthésie combinée associant morphine et chloroforme. Cette association est devenue aujourd'hui celle de l'anesthésie « balancée » où l'on associe divers anesthésiques, analgésiques morphiniques et myorelaxants administrés par voie intraveineuse ou par inhalation. La combinaison de ces diverses molécules minimise les effets secondaires d'une anesthésie, grâce à une diminution des doses nécessaires.
En 1859, Albert Niemann isole, à partir d'un extrait de feuilles de coca, la forme cristalline de la cocaïne. Carl Koller et Sigmund Freud décrivent ses effets anesthésiants sur la langue. En 1879, le physiologiste Vassily von Anrep étudie ses effets engourdissants et la mydriase qu'elle provoque chez les animaux. En 1880, Von Anrep observe que la peau infiltrée de cocaïne est indolore lors d'une piqûre et propose l'emploi de cet alcaloïde comme anesthésique local en chirurgie. La cocaïne, premier anesthésique local disponible, est utilisé en chirurgie oculaire par instillation dès 1884. D'autres anesthésiques font leur apparition mais, à la fin du siècle, la cocaïne reste la première substance utilisée en anesthésie locale. Toutefois, sa toxicité stimule la recherche de nouvelles substances et elle est remplacée à partir de 1904 par la Stovaïne de Fourneau, premier anesthésique local de synthèse, et par la novocaïne d'Einhorn. La lidocaïne, introduite en 1943 par Nils Löfgren, est encore l'anesthésique local de référence, mais elle est progressivement supplantée par des molécules plus actives et de moins en moins toxiques.
Au début du XXe siècle, les techniques et les appareillages se perfectionnent. Les anesthésies, moins toxiques, peuvent maintenant se prolonger, ce qui ouvre le champ à des actes opératoires jusqu'alors impossibles. Après la Seconde Guerre mondiale, l'anesthésie devient une discipline médicale autonome, à laquelle est adjointe la réanimation.
Vient alors le GHB découverte par le professeur Henri Laborit en 1961 qui a ouvert la voie aux molécules complexes qui assurent aujourd'hui un taux d'échec largement minimisé par rapport aux procédés antérieurs qui laissaient jusqu'à 2 % de patients « non-réanimés ».
En France, la société savante représentative est depuis 1982 la Société française d'anesthésie-réanimation (SFAR)[réf. souhaitée].

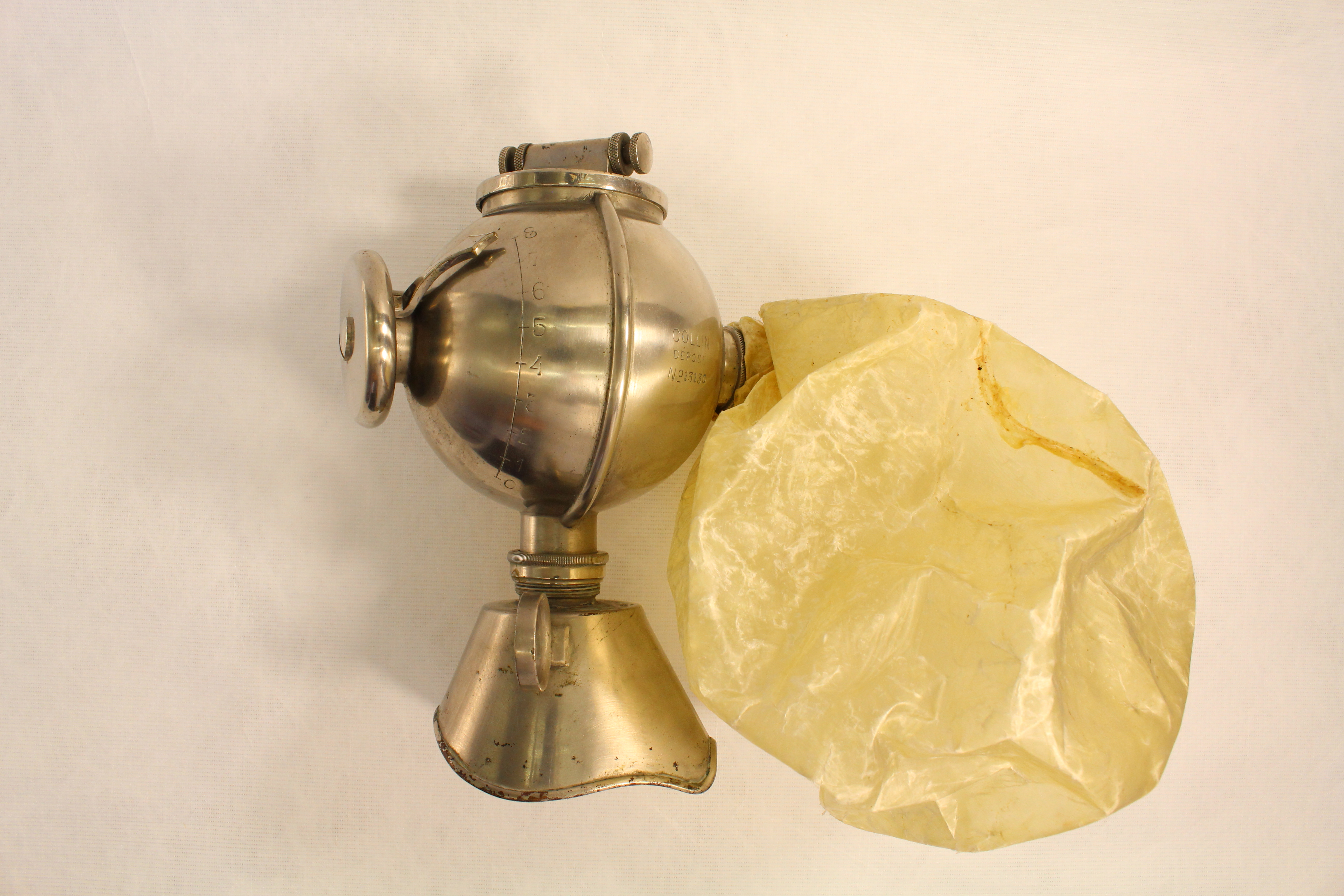
Masque d'anesthésie de Louis Ombrédanne, XXe siècle, conservé au Musée des Hospices civils de Lyon

## Matériel d'anesthésie
Dans l'anesthésie moderne, une grande variété de matériel médical est utilisée en fonction des besoins et des circonstances, pour une utilisation sur le terrain, des opérations chirurgicales au bloc opératoire ou des soins intensifs en réanimation. Les anesthésistes doivent avoir une connaissance approfondie concernant l'utilisation des différents gaz médicaux, des agents anesthésiques et des appareils de ventilation artificielle. Ils doivent également maitriser les dispositifs de sécurité, les risques et les limites de chaque équipement.

## Surveillance anesthésique
Les patients traités dans le cadre des anesthésies générales doivent être surveillés en permanence afin d'assurer leur sécurité.
Au Royaume-Uni, l'Association des anesthésistes (AAGBI) a établi des lignes directrices pour la surveillance générale et l'anesthésie régionale. Pour la chirurgie mineure, il comprend en général la surveillance du rythme cardiaque (ECG ou par oxymétrie de pouls), de la saturation en oxygène (par oxymétrie de pouls), de la pression artérielle, des gaz inspirés et expirés (pour l'oxygène, le dioxyde de carbone, l'oxyde nitreux et des agents volatils). Lors d'une chirurgie majeure, la surveillance doit également inclure la température, la production d'urine, des mesures invasives de la pression artérielle et la pression veineuse centrale, la pression artérielle pulmonaire, l'activité cérébrale (EEG), la fonction neuromusculaire et du débit cardiaque. En outre, l'environnement de la salle d'opération doit être contrôlé pour la température, l'humidité et l'accumulation de gaz anesthésiques qui pourraient nuire à la santé du personnel de salle d'opération.
En France, la surveillance anesthésique est effectuée par le médecin anesthésiste-réanimateur assisté par l'infirmier anesthésiste diplômé d'État (IADE).
Au Québec, la surveillance clinique du patient sous anesthésie générale et locorégionale ou sous sédation-analgésie est effectuée par l’anesthésiologiste ou par l’inhalothérapeute, et ce, en toute autonomie.

## Dossier médical en anesthésie
Un dossier médical doit être tenu afin de retranscrire tous les événements au cours d'une anesthésie. Il tient le compte détaillé et continu des médicaments, des fluides et des produits sanguins administrés et des procédures engagées, et comprend également l'observation des réactions cardiovasculaires, estime la perte de sang, la production d'urine et les données provenant des moniteurs physiologiques. Le dossier d'anesthésie peut être écrit manuellement sur papier, mais le dossier papier est de plus en plus remplacé par un enregistrement électronique.
L'AIMS (Anesthesia Information Management System) se réfère à tout système d'information permettant un enregistrement électronique automatisé des données du patient lors d'une anesthésie.

## Législation

### Législation française

#### Spécialité médicale
Le médecin anesthésiste réanimateur (MAR) est un médecin spécialiste. Après les 6 années de formation universitaire et après nomination au concours de l'internat, un anesthésiste-réanimateur obtient actuellement sa qualification après dix semestres de stages dans un centre hospitalier universitaire (dont quatre semestres obligatoires en anesthésie et quatre semestres obligatoires en réanimation).
Tout au long de sa carrière, il peut aussi bien travailler au bloc opératoire, dans les services de réanimation, aux urgences, ou au SAMU. En raison de leur maîtrise de gestes techniques particuliers (infiltrations, pose de cathéters…), certains anesthésistes réanimateurs choisissent de faire une formation complémentaire pour travailler dans les centres anti-douleur.

#### Spécialité paramédicale
Les Infirmiers Anesthésistes Diplômés d'État (IADE) sont des infirmiers cliniciens spécialisés qui, au terme de la formation initiale d'infirmier (3 ans) ont travaillé au minimum 24 mois à temps plein pour pouvoir se présenter au concours d'entrée en école d'infirmier(e)-anesthésiste. Après le concours, les études durent 2 années alternant des apports théoriques et des stages cliniques, Il faut donc au minimum 7 à 8 années depuis l'entrée à l'école d'infirmier jusqu'à l'obtention du diplôme d'État d'infirmier anesthésiste. Le Diplôme d’État d'Infirmier Anesthésiste confère le grade de master depuis la réforme des études de 2012. À ce jour, la profession d'infirmier anesthésiste possède la formation la plus longue et la plus qualifiante des paramédicaux français.
Les infirmiers anesthésistes (IADE) appliquent les techniques d'anesthésie générale et loco-régionale sous la supervision des médecins anesthésistes, ce qui leur confère une relative autonomie. Au bloc opératoire, l'IADE a une exclusivité d'exercice par rapport aux autres paramédicaux, personne ne peut se substituer à lui hormis le médecin anesthésiste. L'IADE peut travailler également dans les services de réanimation, services mobiles d'urgence et de réanimation (SAMU-SMUR) où son expertise est reconnue ainsi qu'en centre anti-douleur et salles de soins post-interventionnelles (salles de réveil).